# 素直になれたら/I can be free
「素直になれたら／I can be free」（すなおになれたら／アイ・キャン・ビー・フリー）とは、日本の女性歌手、JUJUの8枚目のシングルである。2008年11月26日に発売。

## 解説
- 「素直になれたら」は、JUJUが客演で参加した音楽ユニット、Spontaniaのシングル「君のすべてに」のアンサーソングである。2008年9月22日から9月30日まで、JUJUの公式サイトにて「完成直前のスペシャル音源」の先行試聴が行われ[10]、同年10月1日、楽曲の題名発表と共に、着うたの先行配信が開始された[11]。また、この曲をもとに連続ドラマ化、携帯音楽ドラマ「DOR@MO（ドラモ）」として2008年12月1日から2009年2月15日まで無料配信。主演は、同曲のミュージック・ビデオにも出演しているモデルの田中美保。また、2台の携帯電話を並べて同時再生させる「ペア・ムービー」という配信手法は初の試みだという[12]。
- 同ムービーは2009年度カンヌ国際広告祭にてメディア部門・金賞、サイバー部門・銅賞を受賞した。[13]。

### 売上成績
- 2008年10月1日から先行配信された着うたは、配信開始から7日間で2008年最速となる20万ダウンロード[14]、13日間で30万ダウンロード[15]、28日間で50万ダウンロードを記録し[16]、約1か月で60万ダウンロードを超えた。

## 収録曲
1. 素直になれたら
  - 作詞：JUJU、Spontania、Jeff Miyahara　作曲：JUJU、Spontania、Jeff Miyahara、RYLL　編曲：Jeff Miyahara、RYLL
  - 日本テレビ系音楽番組『音楽戦士 MUSIC FIGHTER』パワープレイ。
2. I can be free
  - 作詞：JUJU、ヒロイズム(her0ism)　作曲: HALIFANIE　編曲：亀田誠治
  - フジテレビ系ニュース・情報番組『めざにゅ〜』2008年10月度 - 2009年3月度テーマソング
3. 『ひとりじゃない』
  - 作詞・作曲：E-3　編曲: Alec Shantzis
  - 自身3作目のシングル曲「奇跡を望むなら...」のセルフカバー。
4. 素直になれたら（Instrumental）